# Jevhen Buslovič
Jevhen Leonidovyč Buslovič (in ucraino Євген Леонідович Буслович?; 26 gennaio 1972 – 15 ottobre 2007) è stato un lottatore ucraino, specializzato nella lotta libera.

## Palmarès

### Olimpiadi
- 1 medaglia:
  - 1 argento (Sydney 2000 nei 58 kg)